# دنانير من ذهب (مسلسل)
دنانير من ذهب هو مسلسل تلفزيوني عراقي عرض في عام 1986.

## الممثلون
- أسعد عبد الرزاق
- فاضل خليل
- وجدي العاني
- خليل الرفاعي
- هند كامل
- كنعان وصفي
- عبد علي اللامي
- حاتم سلمان
- هاني هاني
- شهاب أحمد
- هناء محمد
- عماد بدن